# Endoxyla cinereus
Endoxyla cinereus es una especie de polilla de la familia Cossidae. Es considerada la polilla más pesada del mundo (las hembras pesan hasta 26g - 30 g); puede llegar a tener 23 cm de envergadura.

## Descripción
Las alas delanteras de la mariposa son de marrón grisáceo a gris oscuro con un diseño de mármol y motas borrosas de color blanco grisáceo indistinto, así como líneas onduladas transversales oscuras. Las alas traseras son de color marrón oscuro. La envergadura es de hasta 22-23 cm. La venación del ala es primitiva.

## Distribución
Endoxyla cinereus se encuentra en Australia (Queensland, Nueva Gales del Sur) y Nueva Zelanda.

## Biología
El imago o adulto no se alimenta y vive del aporte de nutrientes acumulados en la etapa larvaria. Activo al anochecer y por la noche. Las orugas son bastante grandes, con la cabeza algo achatada y el aparato bucal bien desarrollado, desnudas, carnosas. Las orugas son xilófagas que llevan un estilo de vida oculto. Roen agujeros en los troncos y se alimentan de la madera de varios tipos de eucalipto (Eucalyptus) 